# Morane-Saulnier MS.230
Morane-Saulnier MS.230 byl francouzský jednomotorový dvoumístný cvičný hornoplošník z počátku 30. let 20. století.

## Vznik
V roce 1929 vypsalo francouzské ministerstvo letectví požadavky na nový cvičný letoun, na které společnost Morane-Saulnier odpověděla typem MS.230. Nový stroj vycházel z předchozího typu MS.130, který byl značně vylepšen. Obdržel inovovaný podvozek se širokým rozchodem, aerodynamicky lepší tvar a přebudované ocasní plochy. Za pohon byl vybrán hvězdicový motor Salmson 9Ab o výkonu 169,2 kW roztáčející dvoulistou vrtule|vrtuli. První prototyp vzlétl v únoru roku 1929.

## Vývoj
Sériová výroba MS.230 započala roku 1930. Kromě mateřské továrny se na produkci podílely také firmy SFAN a Atelliuér Levasseur. 
Další vývoj vedl k verzím MS.231 až MS.237 s různými pohonnými jednotkami. Z nich byla varianta MS.233 s motorem Gnome-Rhône 5Bc o 172 kW určená pro armádní letecké síly Portugalska. Šest kusů bylo vyrobeno ve Francii a dalších 16 licenčně v Portugalsku.
Devatenáct kusů verze MS.236 s motorem Armstrong Siddeley Lynx 4C o výkonu 160 kW vyrobila pro belgické letectvo společnost SABCA.

## Použití
Francouzské letectvo používalo MS.230 k základnímu a pokračovacímu výcviku, vlekání terčů a letecké akrobacii. Létala s nimi i akrobatická skupina Patrouille d'Étampes utvořená při letecké škole École de Perfectionnement au Pilotage d'Étampes. 
Po porážce Francie byla řada strojů zabavena německou Luftwaffe, která je používala ve školách základního výcviku a vlekání kluzáků v plachtařských školách. Stroj byl využíván za druhé světové války i Slovenským leteckým sborem na letišti Vajnory. V Československu, kde se používal v počtu tří kusů, dostal po válce typové označení C-23.

## Specifikace
Údaje dle

### Technické údaje
- Rozpětí: 10,70 m
- Délka: 6,85 m
- Výška: 2,80 m
- Nosná plocha: 19,70 m²
- Hmotnost prázdného letounu: 829 kg
- Vzletová hmotnost: 1150 kg

### Výkony
- Maximální rychlost: 260 km/h
- Dostup: 5000 m
- Dolet: 579 km